# 22564 Джефрейксінг
22564 Джефрейксінг (22564 Jeffreyxing) — астероїд головного поясу, відкритий 20 квітня 1998 року.
Тіссеранів параметр щодо Юпітера — 3,624.